# 타지키스탄의 축구
축구는 1991년에 독립한 타지키스탄에서 가장 인기 있는 스포츠이다. 타지키스탄 축구 협회는 국제 축구 연맹과 아시아 축구 연맹이 주관하는 성인 및 유소년 대회에 정기적으로 참가한다. 하지만 타지키스탄은 아직 진정한 성공을 거두지 못했다. 자금은 제한되어 있지만 국제 경기를 위한 여행 및 숙박 비용은 엄청나게 높다. 따라서 국가대표팀은 공식 대회를 제외하고는 경험을 쌓기가 매우 어렵다.

## 타지키스탄 축구의 역사

### 소비에트 시대
타지키스탄의 축구는 1920년대에 발전하기 시작했고 1936년에 타지키스탄 축구 협회가 설립되었습니다. 1937년에 20개가 넘는 팀으로 구성된 타지크 SSR (즉, 타지키스탄 프리미어리그 )의 첫 번째 챔피언십이 열렸다. Dynamo Stalinabad가 첫 번째 챔피언이 되었고 Spartak Stalinabad가 2위, Dinamo Kirovabad가 3위를 차지했다. 같은 해 Dynamo Stalinabad는 소련 컵에서 데뷔하여 Spartak Tashkent를 2-1로 이겼지 만 Lokomotiv Baku에 5-0으로 패했다.
1938년 제1회 타지크 컵 대회가 열렸는데, 결승전에서 디나모 스탈린나바드가 스파르타크 레니나바드를 4-0으로 꺾었다. 1947년 Dynamo는 타지크 축구 역사상 처음으로 전국 챔피언십에 출전했습니다. Dynamo는 Spartak Tashkent, ODL Tashkent, Lokomotiv Ashgabat, Frunze 팀 및 Alma-Ata 팀과 함께 중앙 아시아 지역 그룹에서 세 번 출전했다. 그 결과 Dynamo는 25점을 얻어 토너먼트 우승을 차지했다. 9월에 6개 지역 토너먼트의 우승자는 1948년 소련 챔피언십의 첫 번째 그룹에서 뛸 클럽을 결정하기 위해 모스크바로 떠났다. 안타깝게도 타지키스탄 선수들은 5위에 그쳤다. 첫 번째 공화국에서 전국 선수권 대회에서 뛰었던 사람들은 B. Boyko, G. Titov, N. Meshcheryakov, A. Sokolov, F. Rukavishnikov, K. Zakharov, M. Meekin, E. Kuzmin, V. Leichenko, K. Pogorelov, AP Babich, B. Fomichev, Yu Piskunyan, N. Emelianov이다.
소련 톱 리그에서 뛰었던 Tajik SSR의 유일한 축구 클럽은 SKA-Pamir Dushanbe였으며, 1989년부터 1991년까지 세 시즌 연속으로 뛰었다.
1974년에서 1992년 사이에 몇몇 타지크 축구 선수들은 소련 축구 국가대표팀과 CIS 축구 국가대표팀의 일원이었다.
| 이름              | 위치     | 팀   | 출전(득점) | 연도      |
| ----------------- | -------- | ---- | ---------- | --------- |
| 세르게이 니쿨린   | 수비수   | 소련 | 3(0)       | 1974-1979 |
| 에드가 게스       | 미드필더 | 소련 | 1(0)       | 1979년    |
| 올렉 시린베코프   | 수비수   | 소련 | 3(0)       | 1988년    |
| 올렉시 체레드니크 | 미드필더 | 소련 | 2(0)       | 1989년    |
| 세르게이 만드레코 | 미드필더 | CIS  | 4(0)       | 1992년    |

### 독립 이후
내전 이후, 타지키스탄 프리미어리그 와 타지크 컵은 1992년에 재개되었다. 1994년에 타지키스탄 축구 협회가 재설립되었다.
타지키스탄 축구 국가대표팀의 성공은 1993년 ECO컵 에서 3위를 했고, 1998년 아시안 게임 에서도 좋은 성적을 거두며 2라운드에 진출한 것이다. 그러나 최고의 성적은 2006년 AFC 챌린지컵 우승이었다. 이후 챌린지 컵 출전 성적도 만족스러웠고, 2008 AFC 챌린지 컵 준우승과 2010 AFC 챌린지 컵 3위를 차지했다.
청소년 수준에서 타지키스탄 17세 이하 축구 국가대표팀 은 2006년 AFC U-17 챔피언십 에서 동메달을 획득했고 이듬해 2007년 FIFA U-17 세계 챔피언십에서 16강에 진출했다.
2005년 창단 이후 타지크 축구팀은 2007년을 제외하고 AFC 프레지던트컵에서 우승하거나 최소한 결승에 진출했습니다.

### 국가 대표팀
타지키스탄 축구 국가대표팀이 처음으로 AFC 아시안컵 출전 자격을 얻었다. 2023년 AFC 아시안컵은 타지키스탄의 첫 주요 대회다.